# Paul Milliet (peintre)
Pour les articles homonymes, voir Paul Milliet et Milliet.
Paul Milliet, parfois Jean-Paul Milliet, né le 6 mars 1844 au Mans et mort le 8 janvier 1918 à Paris, est un peintre décorateur, archéologue et écrivain français. Il fut à l'origine du Recueil Milliet réunissant les textes grecs et latins sur l'histoire de l'art.

## Biographie
Fils du chansonnier et poète républicain Félix Milliet (1811-1888) et de la fouriériste Louise Milliet (1822-1893), Jean Paul Émile Milliet est enfant lorsqu'il suit ce dernier dans son exil à Genève après le coup d'État du 2 décembre 1851. Le père continuant son militantisme républicain, ils doivent de nouveau s'exiler, pour les montagnes savoyardes du royaume de Sardaigne, avant de pouvoir retrouver Genève. Paul Milliet y devient l'élève du peintre Jean-Léonard Lugardon (1801-1884).
Revenu à Paris en 1863, il devient l'assistant de Charles Gleyre. Entre 1866 et 1869, il voyage une première fois en Italie, où il rencontre les peintres Joseph Blanc et Émile Bin (avec lequel il étudiera et collaborera), puis une seconde fois de 1872 à 1879.
Il décore le plafond du grand foyer du Grand Théâtre à Genève d'une allégorie représentant l'opéra. Il participe aussi à la décoration de nombreux bâtiments officiels français. Ainsi à Paris, on lui doit deux allégories[Quand ?] sur les voussures sud de la salle des fêtes de l'hôtel de ville de Paris, représentant la Normandie et le comté de Nice.
Lieutenant, sous la Commune de Paris, à la 1re compagnie du 1er bataillon du génie, et chargé du logement à la caserne Lowendal, Paul Milliet est condamné par contumace, le 17 septembre 1872, par le 14e conseil de guerre, à la déportation dans une enceinte fortifiée, et à la dégradation civique. Il est amnistié en 1879 et rentre d’Italie.
À la fin de sa vie, il conte son histoire et ses origines dans les deux volumes de Une famille de républicains fouriéristes ; les documents personnels et archives historiques qui ont servi pour la rédaction de cet ouvrage sont d'abord proposés à Charles Péguy. Ils contiennent, entre autres, des chansons de son père Félix Milliet, des lettres de son frère Fernand, engagé volontaire dans l’armée de Garibaldi pendant la guerre d'Italie, de sa sœur Alix Payen, infirmière durant la Commune de Paris, ainsi que des lettres de Victor Hugo et de Béranger. Charles Péguy en écrit la préface, parue en juillet 1910 dans les Cahiers de la Quinzaine sous le titre Notre Jeunesse. Les onze chapitres sont quelques années après, en 1915, regroupés et complétés afin d'être publiés en deux volumes.
À sa mort, il lègue à la ville de Genève une somme d'argent devant servir à confectionner des copies en plâtre de statues célèbres, destinées à agrémenter un futur musée consacré à la sculpture.
On trouve ses œuvres à Reims, Rouen, etc.

## Galerie

### Œuvres diverses

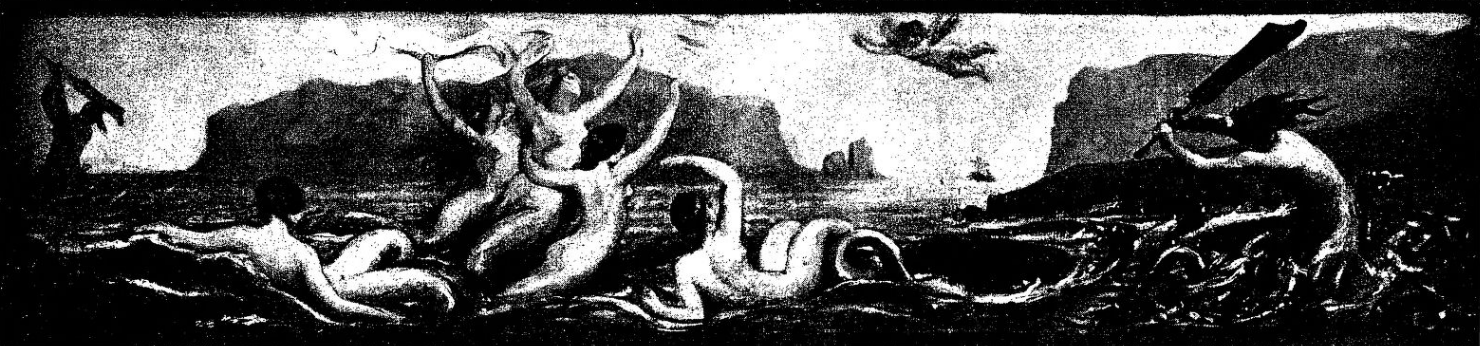
Le Chant des sirènes.

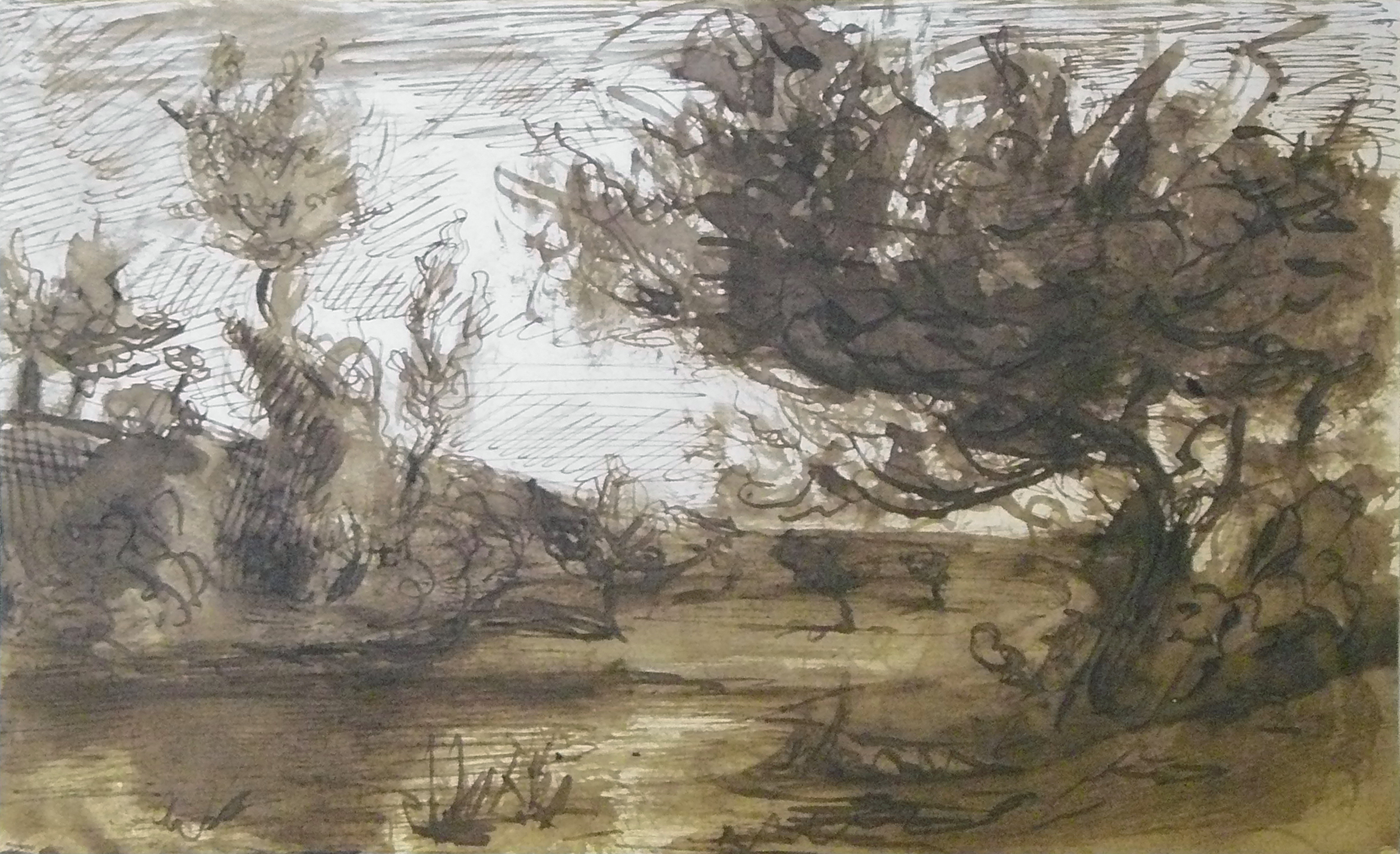
Lavis Paysage avec une mare.
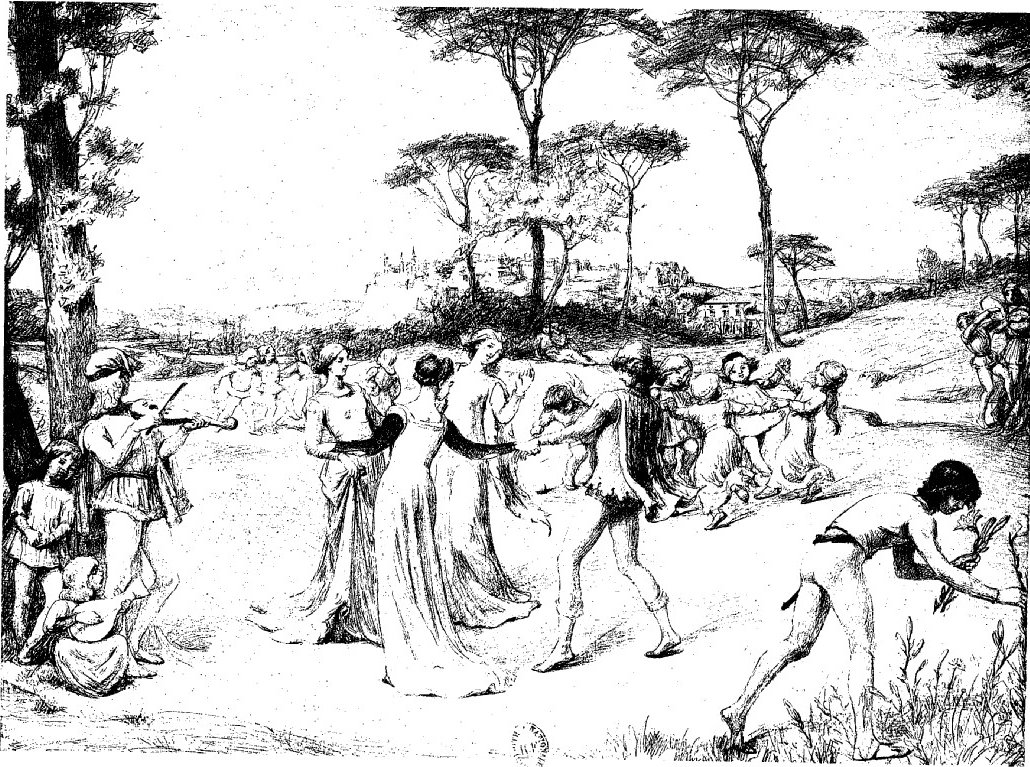
Esquisse Jours heureux.
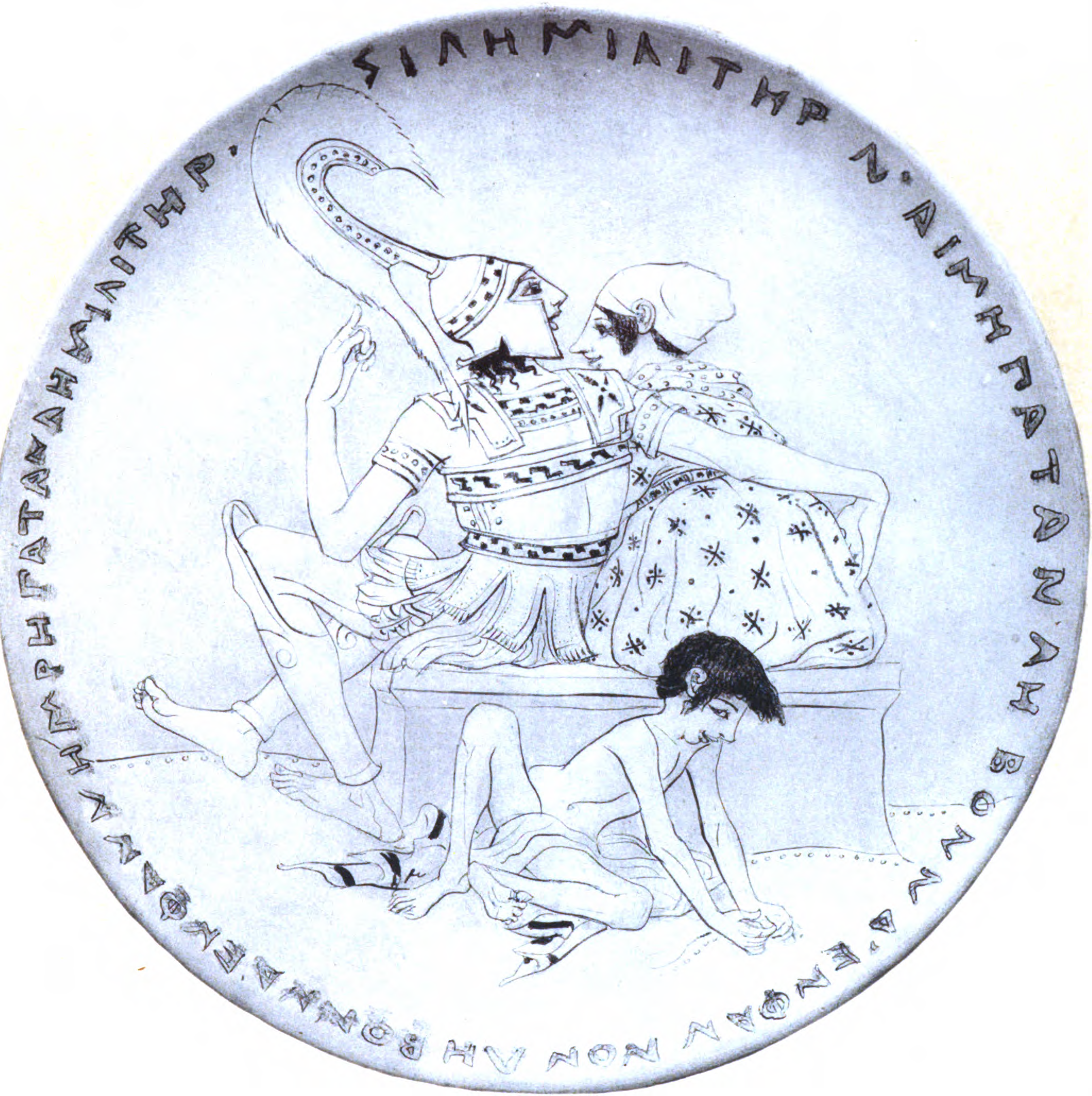
Un conquérant.
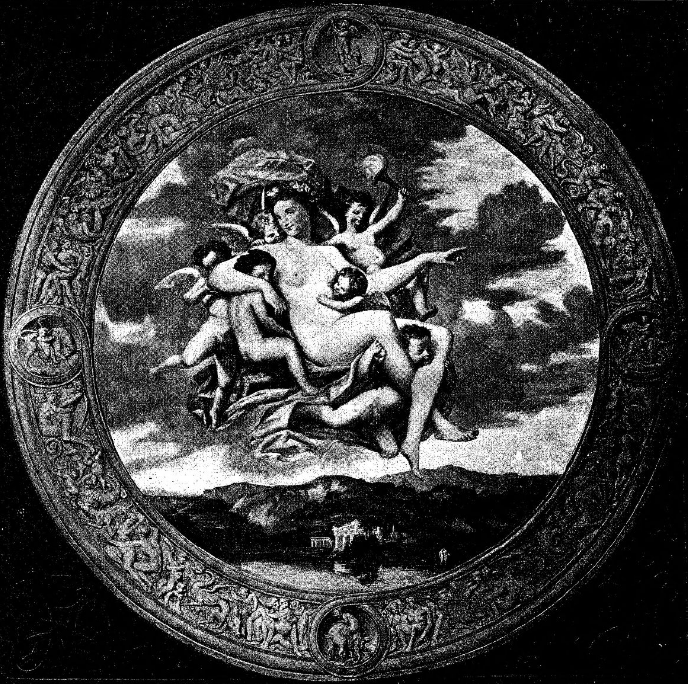
Vénus en voyage.
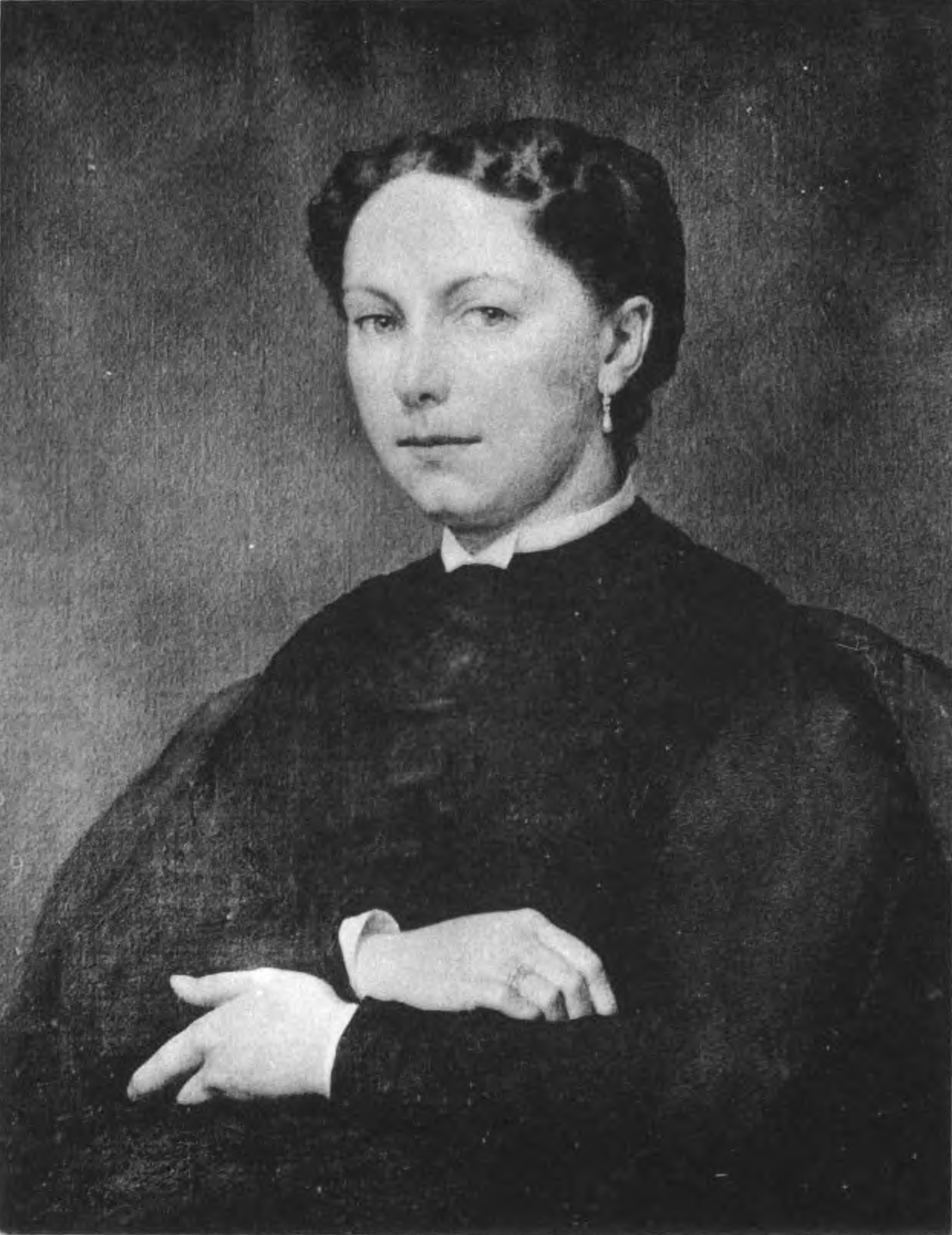
Portrait de sa sœur Alix Payen.
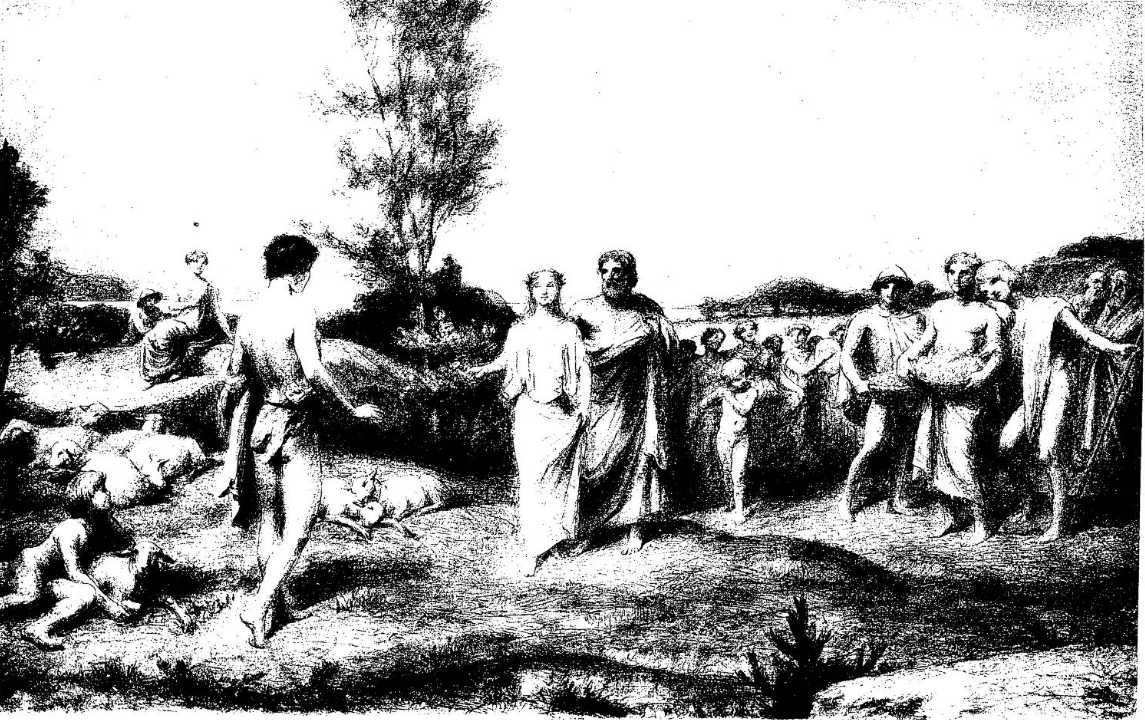
Fiançailles.
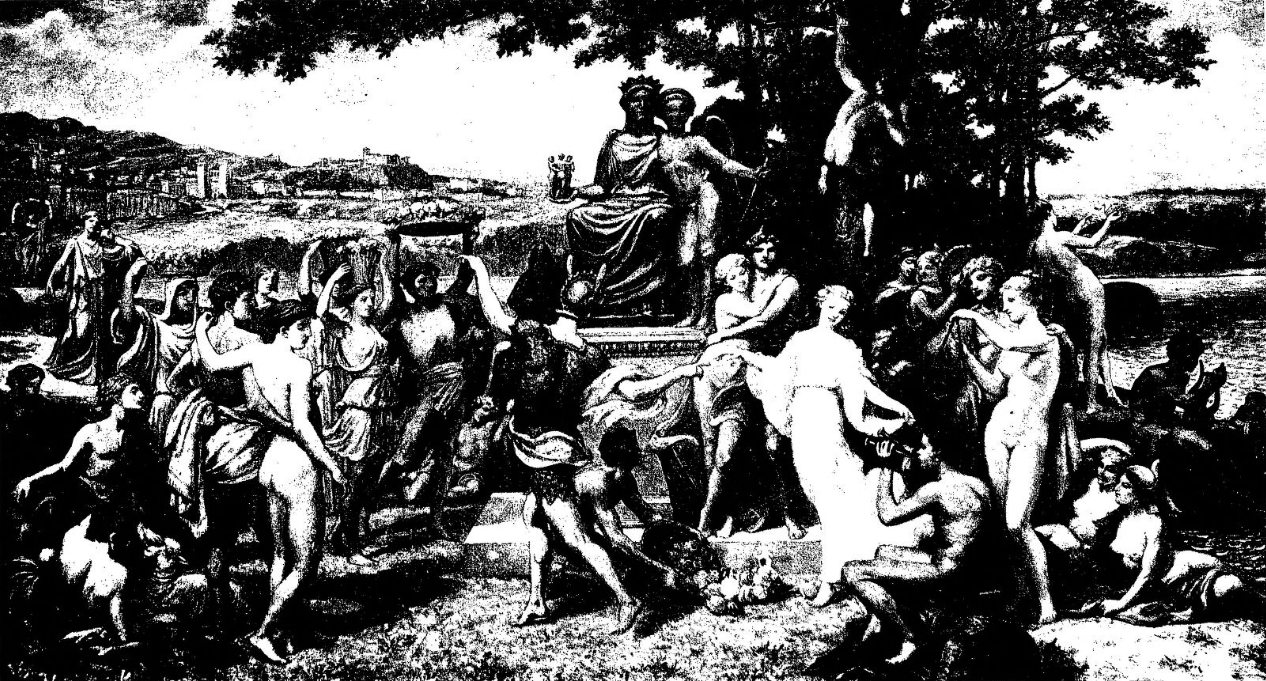
Carton pour la Fête de Vénus-Uranie.
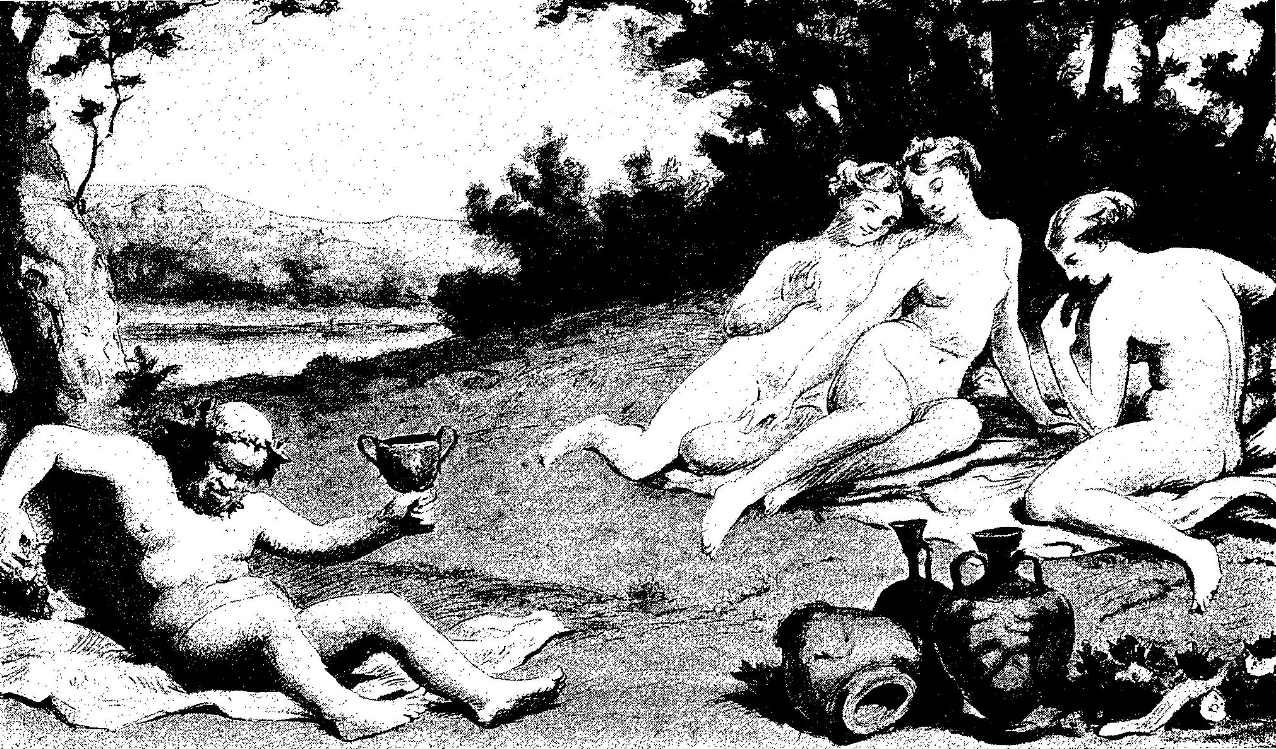
Silène et les Grâces.
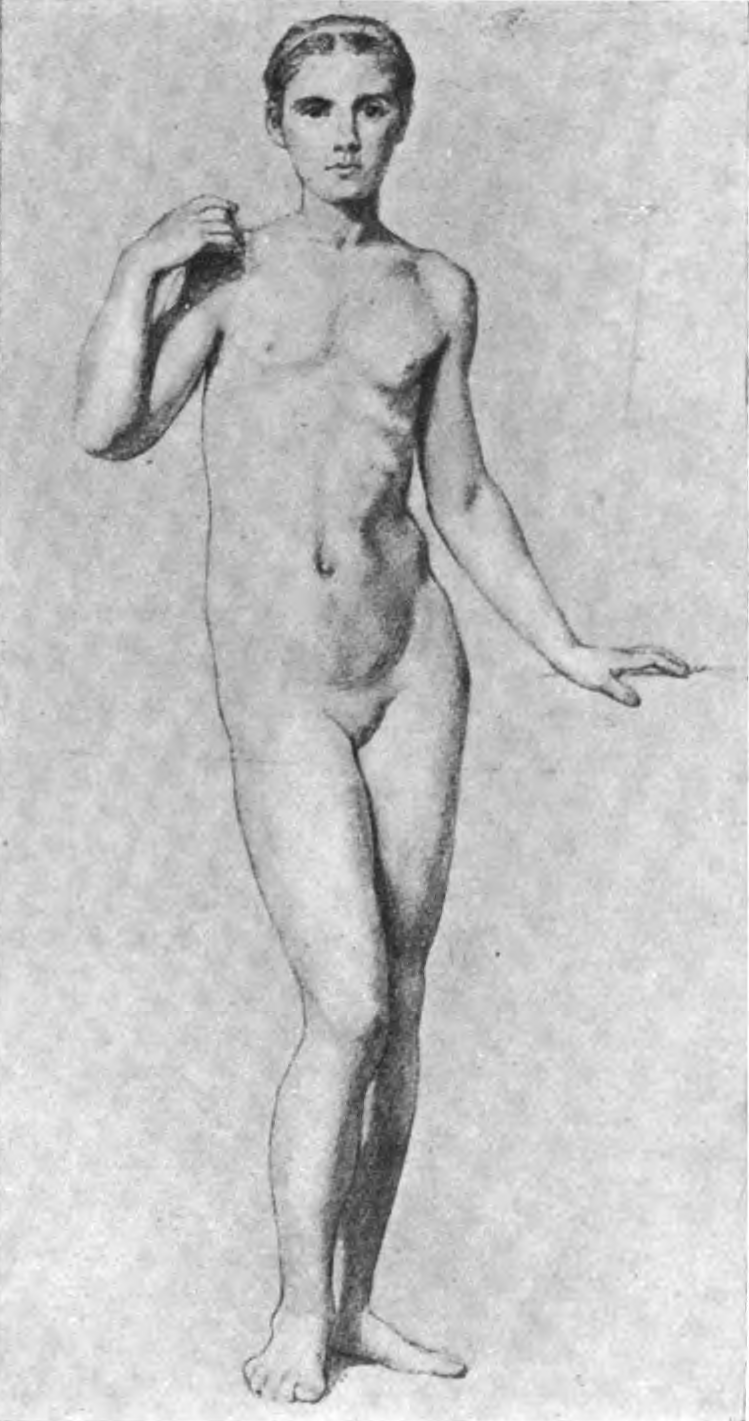
Étude pour Hamadryade, c. 1868.
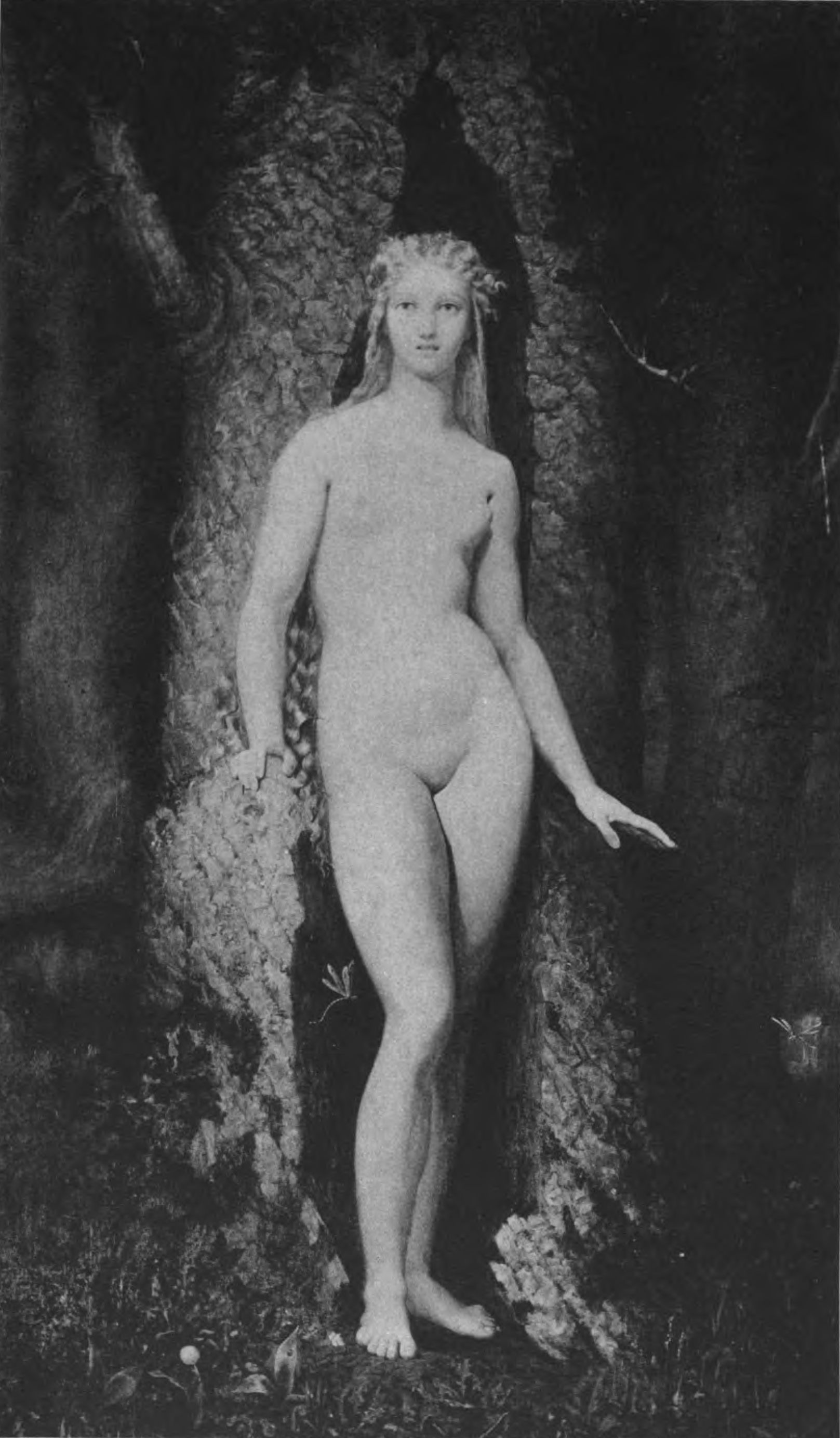
Héliotypie Hamadryade.

### Plafond du Grand Théâtre

Plafond du grand foyer du Grand Théâtre de Genève.
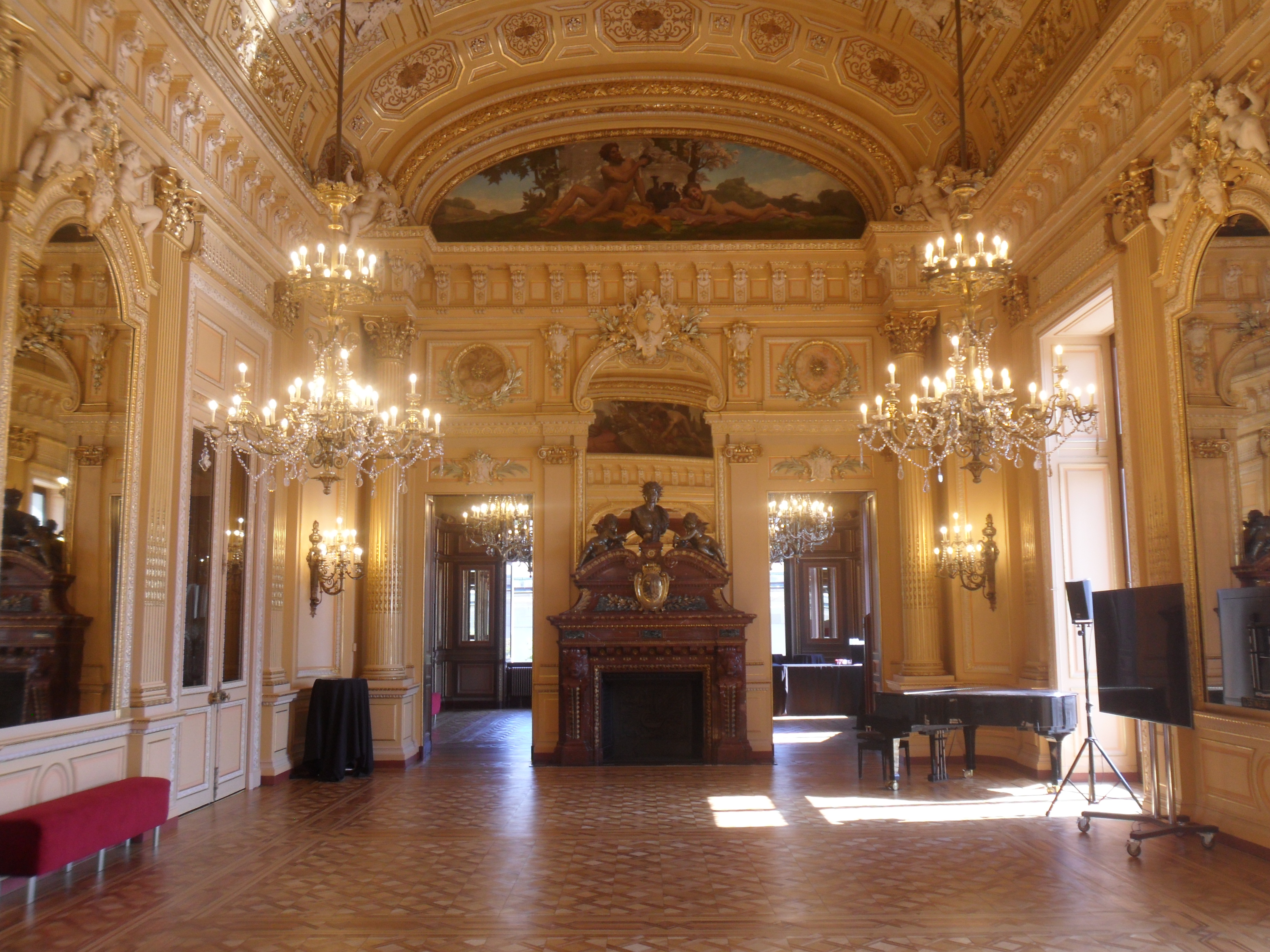
Le grand foyer.
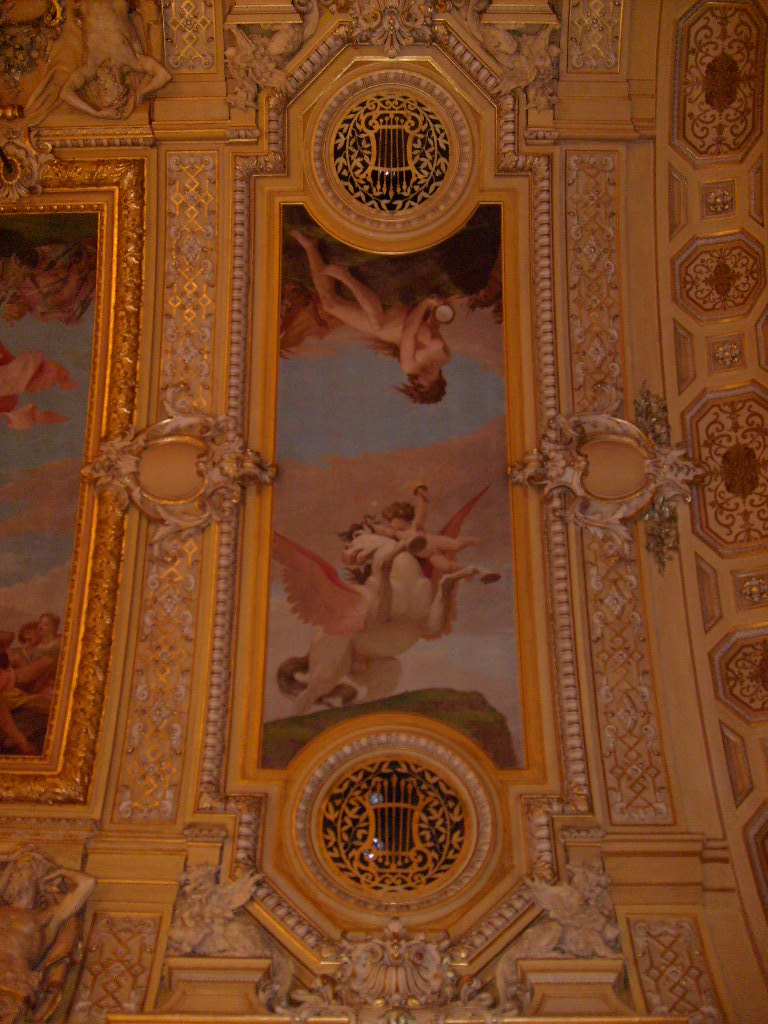
Le premier petit plafond (de haut en bas : La Vérité, La Fantasie).
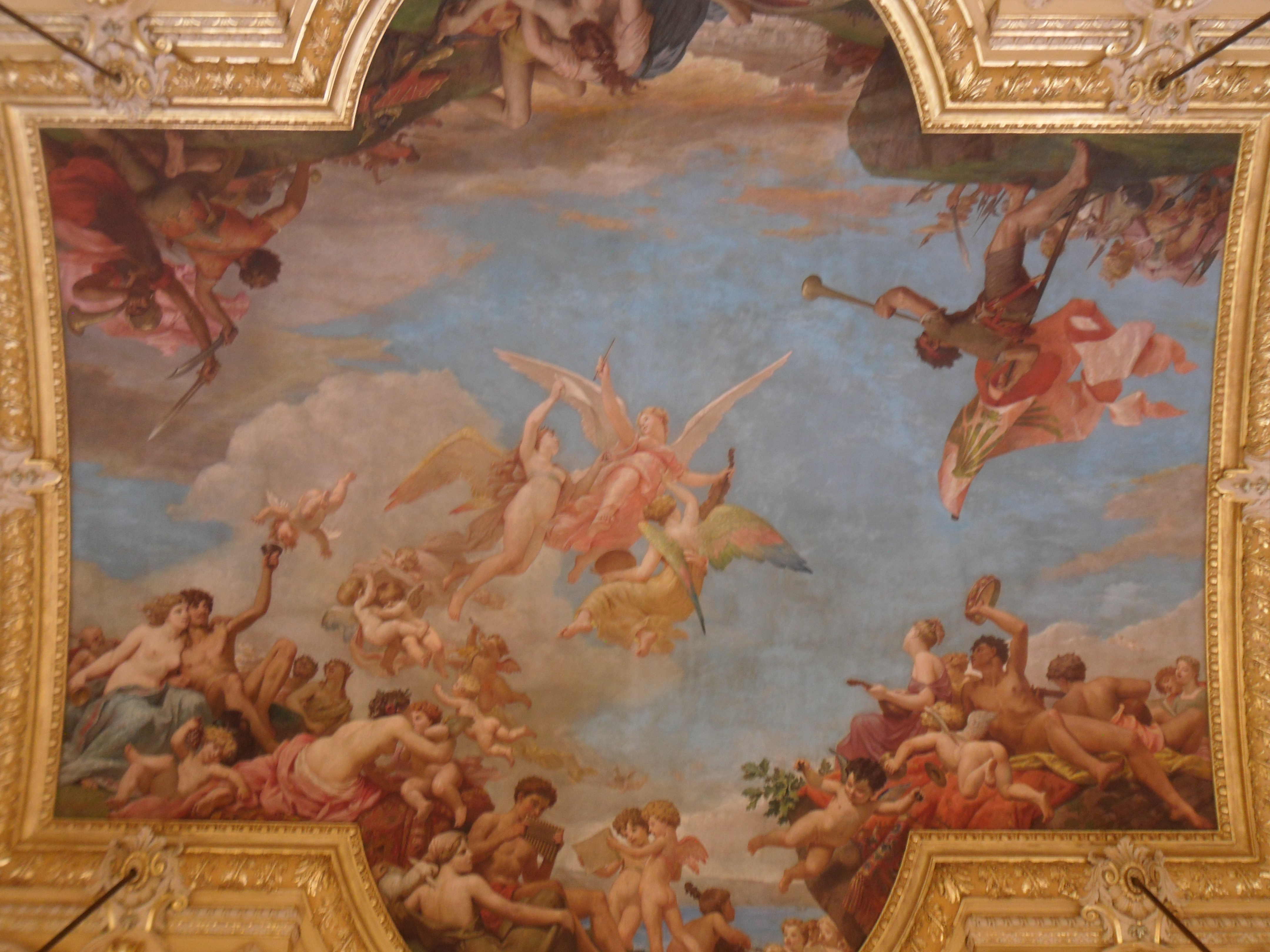
Le grand plafond, La Musique avec la poésie et la peinture (de haut en bas et de gauche à droite : En avant !, Musique tragique, Musique guerrière, Chanson et musiques pastorales, L'Opéra, Musique légère).
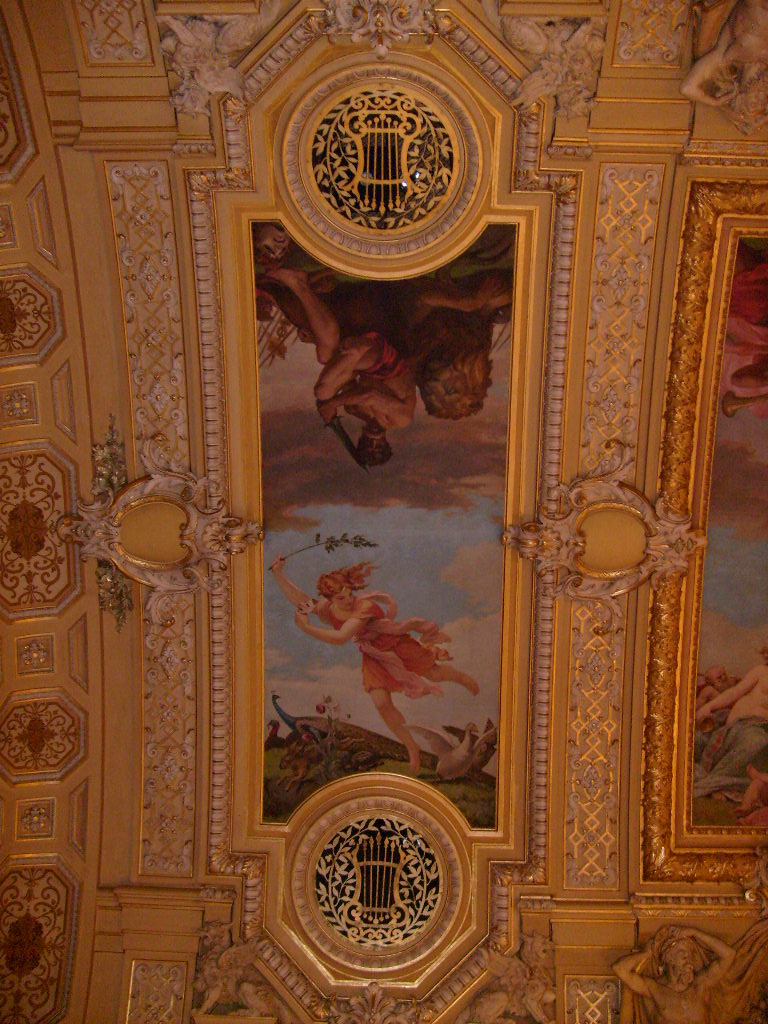
Le second petit plafond (de haut en bas : Le Drame, La Comédie).
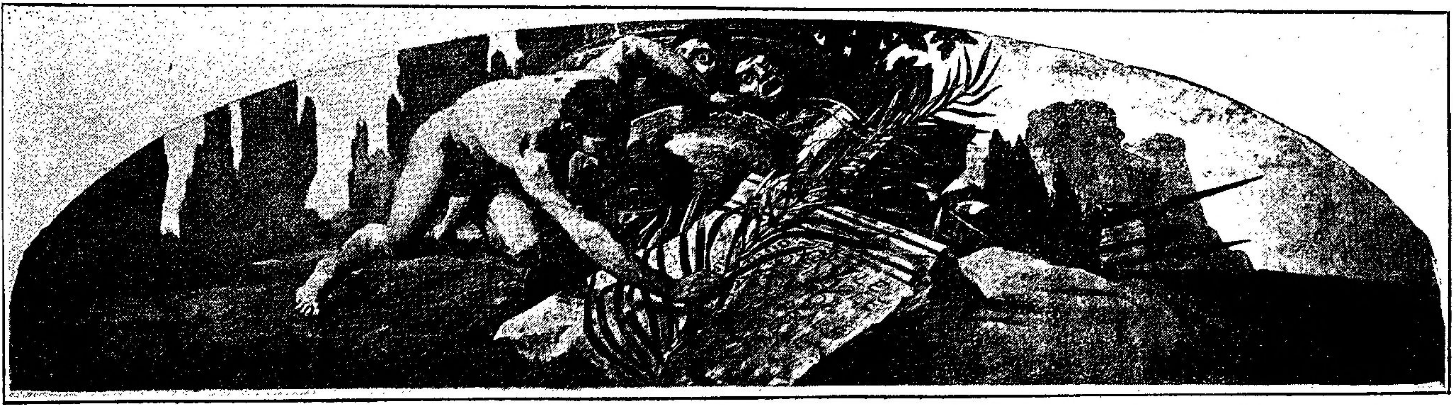
Écusson Hommage aux grands tragiques.
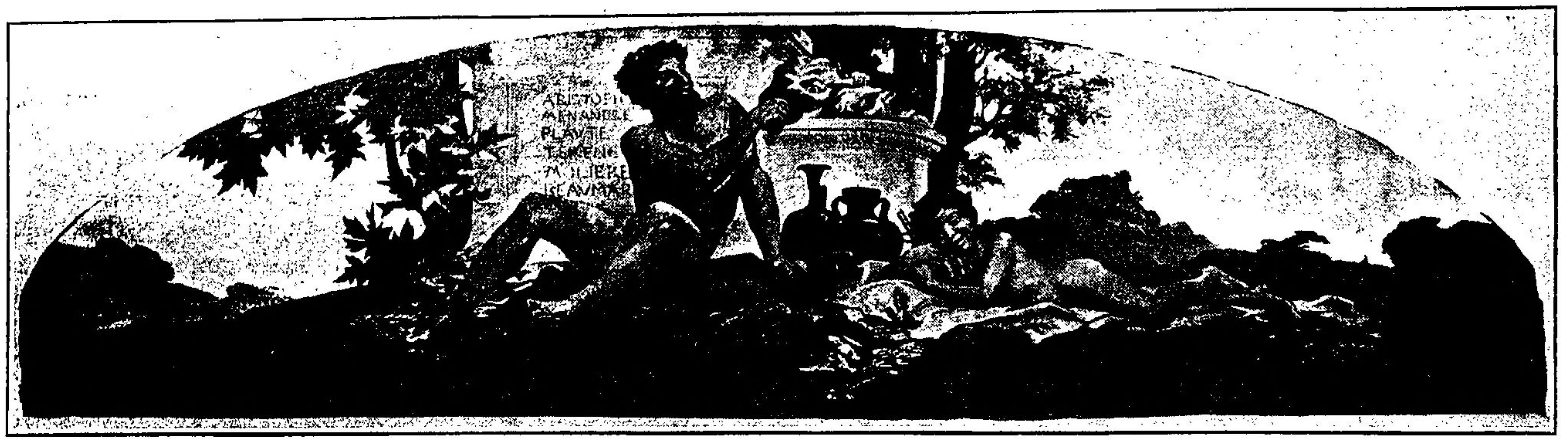
Écusson L'Autel de Bacchus.
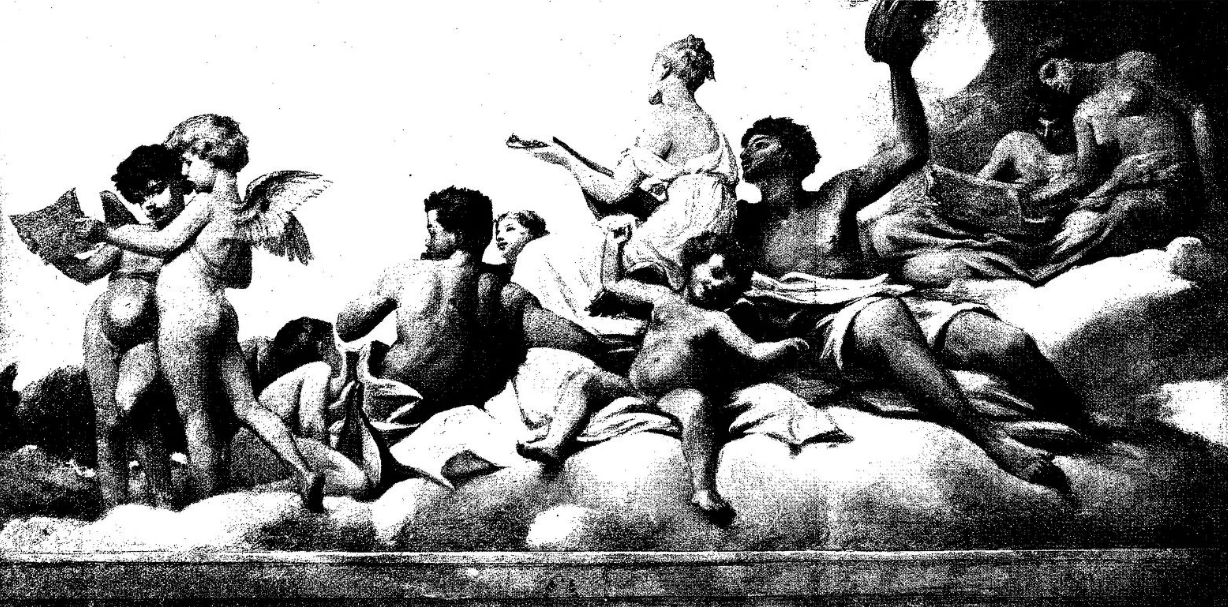
Étude préparatoire pour le grand plafond.

Les titres des plafonds sont extraits du second volume d'Une famille de républicains fouriéristes, les Milliet, publié en 1916.

## Ouvrages
- Études sur les premières périodes de la céramique grecque, Paris, Giraudon, 1891, 169 p. (BNF 30948542).
- Catalogue des photographies de vases peints, bronzes antiques, camées, médailles, ivoires, terres cuites et objets d'art divers faisant partie de la collection du Cabinet des médailles de la Bibliothèque nationale, Paris, 1. Giraudon, 1894, 31 p. (BNF 30948539).
- La Dégénérescence bachique et la névrose religieuse dans l'antiquité, Paris, Éditions de Pages libres, 1901, 259 p. (BNF 30948540).
- 1844-1904. Esquisses, Paris, Libraire de La Plume, 1904, 142 p. (BNF 30948541).
- La Dynamis et les trois âmes, Paris, Sansot, 1908, 389 p. (BNF 35550111).
- Problèmes et conjectures : la dynamis et les trois âmes, essai de psychologie néo-aristotélicienne, Paris, E. Sansot, 1908, 390 p. (BNF 30948543).
- Les Milliet, une famille de républicains fouriéristes, série en treize chapitres, publiés dans les Cahiers de la Quinzaine pour les onze premiers entre 1909 et 1911 puis par G. Crès en 1913 et en 1914 pour les deux derniers.
- Une famille de républicains fouriéristes, les Milliet, Paris, M. Giard et E. Brière, 1915-1916 (BNF 34211467)En deux volumes, 1838-1870 et 1870-1879. Premier tome sur Gallica. Second tome sur Gallica.